# Bq Aquaris E5 FHD
El bq Aquaris E5 FHD es un teléfono inteligente de gama alta desarrollado por Bq.
Pertenece a la gama Aquaris E presentada por Bq en 2014; comparte la mayoría de especificaciones con el Aquaris E6, excepto por el tamaño de la pantalla.

## Características

### Diseño
Sus dimensiones son 142 x 71 x 8,65 mm, con un peso de 134 g. Es un teléfono unibody, es decir, que no puede abrirse, con lo cual las tarjetas sim y sd se introducen en bandejas extraíbles desde el exterior.

### Especificaciones
Cuenta con un procesador MediaTek MT6592 True8Core de ocho núcleos, con una velocidad de reloj de 2 GHz, GPU Mali 450 de 700 MHz y memoria RAM de 2 GB. Posee una memoria interna de 16 GB, que puede expandirse mediante una tarjeta microSD hasta otros 32 GB.
Conectividad
- Wi-Fi 802.11 b/g/n
- Bluetooth 4.0
- 2G GSM (850/900/1800/1900)
- 3G HSPA+ (900/2100)
- GPS y A-GPS

Sensores
- Acelerómetro
- Sensor de brillo
- Sensor de proximidad
- Giroscopio
- Brújula eCompass

### Pantalla
La pantalla tiene un tamaño de 5 pulgadas, una resolución Full HD 1080x1920 px, densidad de 440 ppi (XHDPI) y tecnología IPS capacitiva de 5 puntos de detección simultáneos. Posee un ángulo de visión de 178º. Está recubierta con cristal Dragontrail, que la protege contra rayones y golpes leves.

### Cámara
El bq Aquaris E5 FHD; posee dos cámaras, una trasera y otra frontal. La cámara trasera posee 13 Mpx (18 Mpx interpolados) y dual flash led. La cámara frontal tiene 5 Mpx (8 Mpx interpolados).

### Diferencias con el bq Aquaris E5 HD
Las únicas diferencias con el bq Aquaris 5 HD son las siguientes:
|                        | bq Aquaris E5 HD   | bq Aquaris E5 FHD  |
| Resolución de pantalla | HD 1280x720        | Full HD 1920x1080  |
| CPU                    | 1.3 Ghz Quad core  | 2.0 GHz Octa core  |
| GPU                    | Mali 400 a 500 MHz | Mali 450 a 700 MHz |
| RAM                    | 1 GB               | 2 GB               |
| Memoria interna        | 8 / 16 GB          | 16 GB              |